# Фортеця для серця
«Фортеця для серця» — соціально-психологічний роман української письменниці Олени Печорної.

## Сюжет
У центрі сюжету сільська вчителька малювання Леся Райська (відмінник освіти, заслужена вчителька), на долю якої випадають різні життєві випробування, починаючи з дитинства, коли вона втрачає батька, залишається покинутою рідною матір'ю і потрапляє на виховання до бабусі.

## Критика
- За твердженням літературного критика Ніни Герасименко, роман торкається доволі великої соціальної проблеми — теми вимираючих сіл, попри те, що основна увага у романі прикута до образу головної героїні[2].

## Видання
- Фортеця для серця: роман / Олена Печорна. — Харків: Книжковий Клуб «Клуб Сімейного Дозвілля», 2014. — 364 с. — 5 000 прим
- Фортеця для серця: роман / Олена Печорна. — Харків: Книжковий Клуб «Клуб Сімейного Дозвілля», 2015. — 364 с. — Дод. наклад 3000 прим. — ISBN 978-966-14-7848-9
- Фортеця для серця: роман / Олена Печорна. — 2-ге вид. — Харків: «Клуб сімейного дозвілля», 2016. — 364 с. — 3500 прим. — ISBN 978-966-14-7848-9